# Okhrana
L'Okhrana va ser la policia secreta de l'Imperi Rus. Fundat per a combatre el terrorisme, l'esquerra política i l'activitat revolucionària, va disposar d'oficines per tot l'Imperi Rus, així com d'agències satèl·lits en diversos països estrangers. Es va concentrar en el seguiment de les activitats dels revolucionaris russos a l'estranger, com ara París, on l'agent Piotr Rachkovsky (1853–1910) va establir-s'hi (1884–1902) abans de tornar al servei a Sant Petersburg (1905–1906).
L'Okhrana va desplegar múltiples mètodes com operacions encobertes, agents encoberts i la interceptació de correspondència privada. L'Okhrana es va fer coneguda pels seus agents provocadors, com Jacob Zhitomirsky, un destacat bolxevic i estret col·laborador de Lenin, Yevno Azef (1869–1918), Roman Malinovsky (1876–1918) i Dmitry Bogrov (1887–1911).
L'Okhrana va intentar comprometre el moviment obrer creant sindicats dirigits per la policia, una pràctica coneguda com a zubatovshchina. Els comunistes van culpar l'Okhrana de l'esdeveniment del Diumenge Sagnant de gener de 1905 quan les tropes tsaristes van matar centenars de manifestants desarmats que marxaven durant una manifestació laboral organitzada pel Georgi Gapon.
Molts historiadors, com l'alemany Konrad Heiden i l'historiador rus Mikhail Lepekhine, sostenen que Matvei Golovinski, escriptor i agent de l'Okhrana, va fabricar la primera edició d'Els protocols dels savis de Sió (1903). L'organització també va fabricar documentació relacionada amb el judici antisemita del cas Beilis de 1913.
Malgrat les reformes de principis del segle xix, la pràctica de la tortura mai no va ser abolida realment, i Okhrana utilitzava mètodes com l'arrest arbitrari, la detenció i la tortura per a obtenir informació amb cambres de tortura a llocs com Varsòvia, Riga, Odessa i la majoria dels centres urbans.